# Đinh Mão
Đinh Mão (chữ Hán: 丁卯) là kết hợp thứ tư trong hệ thống đánh số Can Chi của người Á Đông. Nó được kết hợp từ thiên can Đinh (Hỏa âm) và địa chi Mão (thỏ/mèo). Trong chu kỳ của lịch Trung Quốc, nó xuất hiện trước Mậu Thìn và sau Bính Dần.

## Các năm Đinh Mão
Giữa năm 1724 và 2224, những năm sau đây là năm Đinh Mão (lưu ý ngày được đưa ra được tính theo lịch Việt Nam, chưa được sử dụng trước năm 1967):
- 1747
- 1807
- 1867
- 1927 (2 tháng 2, 1927 – 23 tháng 1, 1928)
- 1987 (29 tháng 1, 1987 – 17 tháng 2, 1988)
- 2047 (26 tháng 1, 2047 – 14 tháng 2, 2048)
- 2107
- 2167